# Cewnik Tiemanna

Cewniki urologiczne:
A – cewnik Nelatona, B – cewnik Couvelaire'a, C – cewnik Tiemanna, D – cewnik Malecota, E – cewnik Pezzera, F – cewnik Foleya
1 – port i kanał odprowadzania moczu, 2 – port i kanał balonu

Cewnik Tiemanna – jeden z typów miękkiego cewnika urologicznego, z zagiętą końcówką i stożkowatym zakończeniem. Stożek może mieć różny kształt i krzywiznę. Posiada dwa lub cztery boczne otwory. Stosowany jest u mężczyzn z przerostem prostaty oraz u osób z wadami cewki moczowej (np. zastawką cewki tylnej lub zwężeniem cewki), gdy założenie prostego cewnika jest utrudnione z powodu oczekiwanych przeszkód w przebiegu przewodu moczowego. Może być stosowany jako cewnik jednorazowy, stały i jako cewnik do przepłukiwania pęcherza moczowego.
Ze względu na formę końcówki, która ułatwia przejście przez cewkę moczową głównie wskazany u mężczyzn jako cewnik jednorazowy.